# Christian Danner
Christian Danner (München, 4 april 1958) is een Duits voormalig autocoureur. Hij maakte zijn Formule 1-debuut in 1985 bij Zakspeed en nam deel aan 47 Grands Prix, waarvan hij er 36 mocht starten. Hij scoorde vier punten.
Hij startte zijn carrière in de Renault 5-cup en stapte vandaaruit over naar de Formule 2. Hij reed het Formule 2-ronderecord op de oude Nürburgring.
Danner won het eerste F3000-seizoen in 1985 en debuteerde in 1985 in de Formule 1, voor het Duits team Zakspeed. Zijn beste resultaat behaalde hij in 1989 in de Grand Prix van de Verenigde Staten, waarin hij vierde werd. Daarnaast wist hij een zesde plaats te scoren voor Arrows.
Danner stapte later over naar de Champ Car en reed ook in de Grand Prix Masters.
In 1998 werd Danner door RTL Television aangesteld als co-commentator bij de Formule 1, als opvolger van Jochen Mass. Dit werk doet hij tot op de dag van vandaag samen met Heiko Wasser.